# Marxen
Marxen ist eine Gemeinde im Landkreis Harburg in Niedersachsen.

## Geografie

### Geografische Lage
Marxen liegt am Nordostrand des Naturschutzgebietes Lüneburger Heide. Die Gemeinde gehört der Samtgemeinde Hanstedt an, die ihren Verwaltungssitz in der Gemeinde Hanstedt hat. Im Westen des Ortes fließt, aus der Lüneburger Heide kommend, die Aue, welche in die Seeve mündet.

### Nachbargemeinden
- Jesteburg
- Bendestorf
- Seevetal
- Brackel
- Hanstedt
- Asendorf

### Gemeindegliederung
Die beiden Ortsteile der Gemeinde sind:
- Marxen und
- Schmalenfelde

## Geschichte
Marxen wurde 1239 erstmals urkundlich erwähnt. Frühere Schreibweisen sind Marsem (1239), Marxem (1450) und Marksen (um 1800). 1450 gehört Marxen zum Goh Salzhausen. 1681 besteht Marxen aus neun Vollhöfen, einem Halbhof, fünf Koten und zwei
Brinksitzerstellen. Zum Teil lassen sich frühere Besitzer der alten, heute noch existierenden Höfe bis in das Jahr 1540 (Klaas Hus) zurückverfolgen. Die Reste der Hügel- und Ganggräber auf dem
Jägerberg sowie rechts der Kreisstraße von Marxen in Richtung Ramelsloh lassen darauf schließen, dass die Gegend um Marxen bereits in der Bronzezeit, also von 2200 bis 1200 v. Chr. besiedelt war. Marxen liegt im früheren Siedlungsgebiet der Langobarden.
Die Gegend der Lüneburger Heide wurde zur Langobardenzeit als Golaida bezeichnet. 1452 wurden die Einnahmen aus Marxen als Sicherheit für ein Darlehen der Gebrüder von dem Berge aus Lindhorst an das Kloster in Ramelsloh abgetreten.

## Politik

### Gemeinderat
Der Gemeinderat, der im September 2021 gewählt wurde, setzt sich wie folgt zusammen:
- Freie Wähler Gemeinschaft Marxen (FWG Marxen) 11 Sitze.

### Wappen
Blasonierung: Von Rot und Silber gespalten. Links ein silberner Kesselhaken, rechts ein grüner Eichenbruch mit zwei Eicheln.

## Kultur und Sehenswürdigkeiten

### Museen
In Marxen befindet sich das Feuerwehrmuseum Marxen des Landkreises Harburg. Dieses Museum ist in der Zeit vom 1. Mai bis zum 30. September eines Jahres geöffnet.

### Musik
In Marxen gibt es mehrere Chöre. Den Nordheide-Chor e. V. mit Sitz in Marxen ist ein Verein mit 4 Chören (www.nordheide-chor.de).  Er besteht aus dem traditionellen Männerchor, dem gemischten Chor pur calluna, dem Jugendchor "Kling und Klang" und dem Kinderchor "Kling und Klang". Tradition hat bereits das alljährliche Herbstkonzert und das Adventskonzert, das zusammen mit den Chorfreulleins  veranstaltet wird. Der Frauenchor Chorfreulleins ist ebenfalls in Marxen ansässig. 

### Denkmäler
Im Dorfkern befindet sich ein Kriegerdenkmal, das 1913 errichtet wurde und das an die Völkerschlacht von Leipzig im Jahr 1813 erinnert. Im Jahr 2013 wurde es von der Gemeinde Marxen dem dauerhaften Frieden in Europa gewidmet. Außerdem ist in Marxen ein Stein aufgestellt, der an das 750-jährige Bestehen der Gemeinde aufmerksam machen soll. Er trägt die Inschrift „750 Jahre Marxen - 1239-1989“.

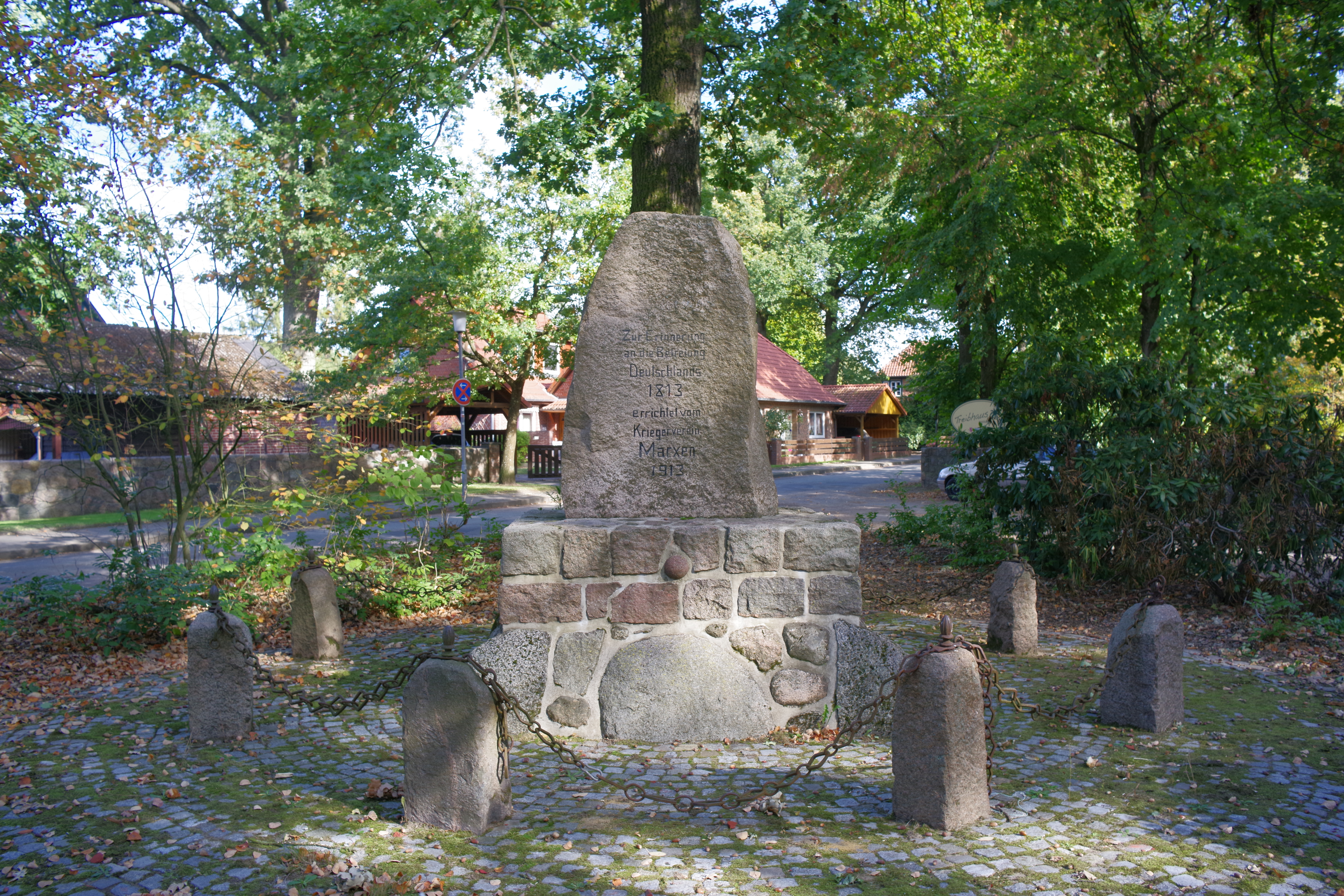
Kriegerdenkmal in Marxen

### Sport
Marxen hat ein eigenes Fußballspielfeld und eine Tennisanlage.

## Wirtschaft und Infrastruktur

### Verkehr
Zur  Autobahn 7-Anschlussstelle in der Nachbargemeinde Seevetal sind es ca. 5 km. Die Autobahnauffahrt Thieshope liegt ebenfalls an der A7 und ist ca. 6 km entfernt.
Marxen verfügte früher über einen eigenen Bahnhof an der Bahnstrecke Wittenberge–Buchholz, der bis 1994 im Güterverkehr bedient wurde. Im Jahre 2000 wurden sämtliche Gleisanlagen zwischen der ehemaligen Abzweigstelle Jesteburg und Lüneburg entfernt. Der Personenverkehr wurde bereits 1981 auf die Buslinie 4408 umgestellt, die heute Marxen mit Buchholz, Jesteburg und Winsen verbindet. Zur Schülerbeförderung gibt es zusätzlich Buslinien nach Brackel, Hanstedt, Buchholz, Winsen und Hittfeld.
Angesichts der steigenden Energiekosten wird über eine Reaktivierung der Bahnstrecke und die Anbindung an den Großraum Hamburg nachgedacht.

### Ansässige Unternehmen
Marxen hat ein Gewerbegebiet, in dem unter anderem die Fa. Fehr-Edelhoff angesiedelt ist, die bis Ende 2007 im Landkreis Harburg die Abfallentsorgung durchführte. Außerdem ist mit der Fa. Nikro Messebau ein deutschlandweit im Messebau tätiger Betrieb ansässig. Weiterhin gibt es im Gewerbegebiet noch diverse Kleinbetriebe. Ein zweites Gewerbegebiet ist das „Schünbusch Feld“, das von der WLH (Wirtschaftsförderungsgesellschaft im Landkreis Harburg) vermarktet wird. Dort befindet sich u. a. Die Mobilcentrum Lönnies GmbH, die Serienfahrzeuge für Menschen mit Behinderung anpasst und umrüstet. Im Ort selbst befinden sich der Landmaschinenhandel Fa. Schlichting, weitere ortsübliche Betriebe und zwei Gaststätten, eine davon mit Pensionsbetrieb.

### Öffentliche Einrichtungen
Die Gemeindeverwaltung Marxens ist im Kamp 25 ansässig.

### Bildung
In Marxen gibt es keine Schulen, jedoch existiert ein Kindergarten, der vom Deutschen Roten Kreuz betrieben wird, sowie seit 2020 eine Krippe.